# Яцина Євген Вікторович
Євге́н Ві́кторович Яци́на (25 січня 1989 — 21 січня 2015) — старший солдат Збройних Сил України, учасник російсько-української війни. Один із «кіборгів».

## Життєпис
Навчався в Київському національному лінгвістичному університеті, закінчив економічний факультет. Під час навчання в університеті грав у КВК.
В часі війни — старший солдат 90-го окремого десантного штурмового батальйону «Житомир» 81-ї десантно-штурмової бригади, стрілець-помічник гранатометника.
Загинув 21 січня 2015-го у бою з російськими збройними формуваннями в новому терміналі Донецького аеропорту. Євгена Яцину упізнали рідні серед загиблих на відео, котре зняли російські терористи. Тоді ж полягли Андрій Гаврилюк, Василь Григор'єв, Олексій Марченко, Олег Мусієнко, Олексій Панченко.
Тіло довгий час не було знайдене. Похований в місті Київ, Берковецьке кладовище.
Без сина лишилися батьки.

## Нагороди та вшанування
- Указом Президента України № 270/2015 від 15 травня 2015 року, «за особисту мужність і високий професіоналізм, виявлені у захисті державного суверенітету та територіальної цілісності України, вірність військовій присязі», нагороджений орденом «За мужність» III ступеня (посмертно)[1].
- Нагороджений нагрудним знаком «За оборону Донецького аеропорту» (посмертно).
- у жовтні 2015-го в Київському національному лінгвістичному університеті встановлено меморіальну дошку випускнику Євгену Яцині.
- Вшановується в меморіальному комплексі «Зала пам'яті», в щоденному ранковому церемоніалі 21 січня[2][3].